# Apanteles petilicaudium
Apanteles petilicaudium är en stekelart som beskrevs av Chen, Song och Yang 2002. Apanteles petilicaudium ingår i släktet Apanteles och familjen bracksteklar. Inga underarter finns listade i Catalogue of Life.